# F.S. Fehrer Automotive
Die F.S. Fehrer Automotive GmbH mit Sitz in Kitzingen-Etwashausen erstellt Formpolster für Fahrzeugsitze, Systeme für den Fahrzeuginnenraum sowie Verkleidungs- und Strukturteile für Fahrzeuge.

## Geschichte
Im Jahr 1875 in Kitzingen gegründet, ist Fehrer seit den Anfängen der Automobilfertigung als Zulieferer der Fahrzeugindustrie tätig und befindet sich im Familienbesitz.

### Erste Generation: 1875–1903
Am 15. September 1875 gründet Friedrich Sigmund Fehrer die „Erste Dampf-Rosshaarspinnerei F.S. Fehrer“.
Das verarbeitete Material war Rosshaar. Es wurde aufbereitet und anschließend zu Gespinststrängen verarbeitet, um es dann als Polstermaterial an Handwerksbetriebe und Matratzenhersteller zu liefern.

### Zweite Generation: 1903–1948
Im Jahr 1903 übernahm Heinrich Fehrer das väterliche Unternehmen. Unter seiner Leitung wird in den 20er-Jahren die Produktion von Schnellpolstermatten aufgebaut. Die Einführung der Produktion von Gummihaarformpolstern zu Beginn der 30er-Jahre markiert die endgültige Ausrichtung des Unternehmens hin zum Automobilzulieferer.

### Dritte Generation: 1948–1989
1948 wurde der Betrieb wieder aufgenommen. Nach dem Tode seines Vaters übernimmt Rolf Fehrer 1956 die Firmenleitung. In der rasant fortschreitenden Automobilindustrie werden Gummihaarformpolster schnell zum Standard. Fehrer reagiert mit einer kontinuierlichen Weiterentwicklung seiner Gummihaar-Produktionstechnologie. Mitte der 60er Jahre, zu Beginn der Kunststoffära, greift Fehrer die Formschaumtechnologie auf.
Mit Rolf Fehrer beginnt auch die europäische Ausrichtung des Unternehmens.

### Vierte Generation: 1989–2007
Claus Fehrer, Urenkel des Firmengründers, ist geschäftsführender Gesellschafter des Unternehmens. Unter seiner Leitung setzt sich die europäische Ausrichtung des Unternehmens fort. Auch die Gründung von Standorten auf anderen Kontinenten fällt unter seine Federführung.

### Globalisierung und Restrukturierung: 2007 – heute
Zur Leitung der Firmengruppe wurde 2007 eine Geschäftsführung eingesetzt. Unter ihrem Management wurde die Gruppe national und international neu ausgerichtet, um die Marktposition in den wichtigen Märkten der Automobilindustrie weltweit auszubauen. Die Globalisierungsstrategie erforderte enorme Anstrengungen, die 2012 zu einer finanziellen Krise führten.
Unter neuer Geschäftsleitung begann 2012 die Restrukturierungsphase. Umfangreiche operative Restrukturierungsmaßnahmen wurden umgesetzt. Der Sparkurs war erfolgreich. 2013 wies die Fehrer Gruppe wieder ein deutlich positives operatives Ergebnis auf.
Im August 2014 hat sich Fehrer mit einem strategischen Investor auf eine Übernahme geeinigt. Die Inhaber der Aunde Gruppe wurden Alleingesellschafter der Fehrer Gruppe. Mit der Übernahme von Fehrer erweiterte die AUNDE Gruppe ihr Produktspektrum. Alle Mitarbeiter und Standorte weltweit wurden übernommen. Die Marke Fehrer blieb erhalten. Heute ist Fehrer Teil der global ausgerichteten AUNDE Group, die mit den Marken Aunde, Isringhausen und Fehrer zu den weltweit 100 größten Automobilzulieferern zählt.

## Produkte
Das Produktspektrum umfasst die drei Produktbereiche
- Formpolster für Fahrzeugsitze
- Sitzmodule (Mittelarmlehnen, Konsolen, Seitenteile)
- Composite Components (Verkleidungs- und Strukturteile für Fahrzeuge)

## Standorte
Fabriken befinden sich in den Ländern Deutschland, Tschechische Republik, Ungarn, Gadsden AL USA, Duncan SC USA, Saltillo Mexiko. Über Joint Ventures ist sie auch in Indien und Südafrika präsent.